# Forgács Antal (költő)
Forgács Antal született: Freud  (Bicske, 1910. február 10. – Németország, 1944. március) magyar költő, újságíró.

## Élete
Freud Lajos (1880–1928) gabonakereskedő és Grünfeld Irma fia. „Falun születtem, s tizenegy éves koromig falun múltak el napjaim. Szüleim, úgynevezett asszimiláns zsidók voltak, csak magyarul beszéltek… (…) Hazára leltem a magyar nyelvben s a magyar költészetben, és zsidó vagyok.” – írta magáról 1939-ben. Rövid életéről és tragikus haláláról keveset tudunk. A középiskolát „a városban” végezte. Szolnokon volt katona.
Először az 1929-ben megjelent Jóság című antológiában jelentek meg versei. Az 1930-as évek elején néhány könyvismertetése jelent meg a Társadalmi Szemlében. Részt vett az illegális kommunista mozgalommal. 1932-ben egy szervezkedés lebukásakor őt is letartóztatták, majd kiengedték, mert nem találtak ellene bizonyítékot.
Első verskötete 1933-ban jelent meg, tehát letartóztatása után, Fanyar idők címmel. Ezt még két verskötet követte 1936-ban és 1938-ban. Sok zsidó kortársához hasonlóan ő is elhagyta Magyarországot (1938 őszén), ám még azután is jelentek meg írásai, versei a Korunkban. Párizsból a német megszállás elől vidékre menekült  1944-ben a Gestapo Grenoble-ban elfogta. A franciaországi drancy-i gyűjtőtáborba, majd onnan Németországba került. Halálának helye és időpontja nem ismert. 1949-ben a budapesti központi járásbíróság holttá nyilvánította 1944. április 15-ei dátummal.
Költőként a Nyugat úgynevezett harmadik nemzedékéhez sorolják. Az 1930-as évek közepén jelentek meg versei és kisebb bírálatai a folyóiratban. Első verseinek szabadabb, akkor már pusztán divatos formáiról hamarosan áttért a kötöttebb formákra. Eközben költeményeit egyre inkább áthatja a szorongás, a legyőzöttség, a félelem érzete, kiütközik „eredendően pesszimizmusra hajlamos alkata”. Bár „szocialista indítású költő volt (…) Világ- és életmegvetésről, a világból kikapcsolódott személyiségről beszélhetünk.
Neki ajánlotta az első kötetét (1930) lezáró, Csöndes sorok lehajtott fejjel című versét Radnóti Miklós.

## Munkái

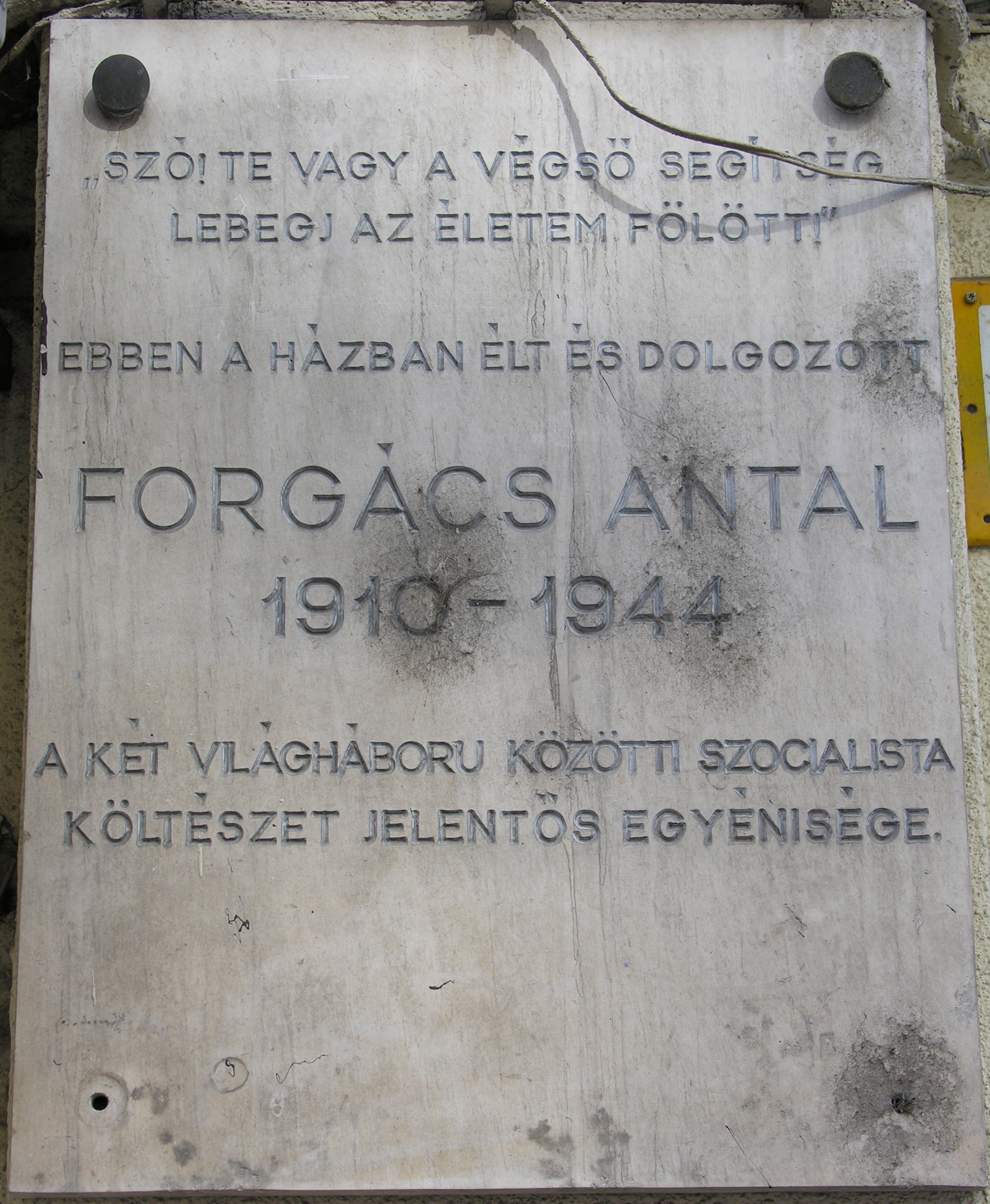
Emléktáblája Budapesten

- Fanyar idő (versek, Budapest, 1933)
- Hűvös magány (versek, Budapest, 1936)
- Időm törvénye szerint (versek, Budapest, 1938)
- A világ nem felel (válogatott versek, Budapest, 1963)